# چیسا بودین
چِیْسا بودین (به انگلیسی: Chesa Boudin) (متولد ۲۱ اوت ۱۹۸۰) وکیل آمریکایی است. او از ۸ ژانویه ۲۰۲۰ به عنوان ۲۹مین دادستان ناحیه‌ای سان فرانسیسکو مشغول به کار است. وی پیش از این به عنوان معاون وکیل تسخیری سانفرانسیسکو خدمت کرده‌است.

## اوایل زندگی و تحصیلات
بودین از پدر و مادری یهودی در نیویورک به دنیا آمد. والدین وی، کتی بودین و دیوید گیلبرت، اعضای ودر آندرگراوند بودند که هر دو به جرم قتل محکوم شدند.
هنگامی که بودین ۱۴ ماهه بود، والدین وی به جرم قتل به عنوان راننده‌های خودروی فرار در سرقت برینک در سال ۱۹۸۱ در شهرستان راکلند، نیویورک دستگیر شدند. مادر وی به جرم قتل دو افسر پلیس و یک مأمور امنیتی به ۲۰ سال زندان تا حبس ابد و پدرش به ۷۵ سال زندان تا حبس ابد محکوم شد. پس از زندانی شدن والدینش، بودین در شیکاگو توسط پدرخوانده و مادرخوانده اش بیل ایرز و برناردین دورن، که همچون پدر و مادرش، اعضای ودر آندرگراوند بوده‌اند، بزرگ شد. بودین گفته‌است که تا ۹ سالگی خواندن یادنگرفته بود. کتی بودین تحت نظارت مشروط در سال ۲۰۰۳ آزاد شد.
بودین از یک دودمان دیرپای دست چپی برخاسته است. دایی بزرگ بزرگ او، لوئیس بی بودین، نظریه‌پرداز مارکسیست و نویسنده تاریخ دو جلدی تأثیر دادگاه عالی بر دولت آمریکا بود و پدربزرگش لئونارد بودین وکیل مشتریانی جنجالی مانند فیدل کاسترو و پل روبسون بود. عموی وی مایکل بودین قاضی دادگاه تجدیدنظر حوزه یکم ایالات متحده است و عموی مایکل بودین ایسیدور فاینستاین استون روزنامه‌نگار مستقل بود.
بودین با بورسیه تحصیلی رودز در سال ۲۰۰۳ وارد کالج سینت آنتونی، آکسفورد شد. در آکسفورد دو مدرک کارشناسی ارشد گرفت، یکی در مهاجرت اجباری و دیگری در سیاست عمومی در آمریکای لاتین. وی جی دی خود را از دانشکده حقوق ییل در سال ۲۰۱۱ دریافت کرد و کار خود را در دفتر وکیل تسخیری سانفرانسیسکو به عنوان عضو پیوسته پسادکتری در سال ۲۰۱۲ آغاز کرد.

### انتقاد
بودین سوژه انتقاداتی در مورد افزایش جرایم خاص، به ویژه سرقت و قتل، در دوران تصدی خود بوده‌است.
در شماری از موارد بودین به دلیل آزاد کردن مظنونان با سابقه محکومیت‌های قبلی که سپس به ارتکاب جرایم بعدی اقدام کردند، مورد انتقاد قرار گرفته‌است.

## زندگی شخصی
در نوامبر سال ۲۰۲۰، بودین با اندرو کوئومو فرماندار نیویورک، برای تخفیف حکم ۷۵ سال زندان تا ابد زندان پدرش دیوید گیلبرت، آخرین عضو ودر آندرگراوند که هنوز به خاطر دست داشتن در سرقت برینک ۱۹۸۱ و سه قتل مرتبط با آن زندانی است، لابی کرد. این تلاش توسط استاد مدرسه حقوق کیونی، استیو زیدمن، و توسط ۴۵ رهبران دینی پشتیبانی می‌شود: از جمله الا گاندی، برنیس کینگ، و اسقف اعظم دزموند توتو. آنها سوابق پاک زندان گیلبرت و افزایش خطر ابتلا به کووید -۱۹ را در میان زندانیان به عنوان استدلال برای بخشش وی عنوان می‌کنند. خویشاوندان قربانیان این قتل با طرح این درخواست تجدیدنظر مخالفت کردند و سؤال کردند که چرا وقتی زندانیانی که محکومیت کمتری دارند آزاد نشده‌اند، گیلبرت سزاوار توجه است.